# 井上未唯奈
井上 未唯奈（いのうえ みいな、2006年1月22日 - ）は、日本の女子バレーボール選手である。

## 来歴
千葉県印西市出身。小学3年でバレーボールを始める。
中学2年時に全国都道府県対抗中学大会に千葉県代表のエースとして出場。
金蘭会高等学校入学後にミドルブロッカーに転向。1年時の第74回全日本高等学校選手権大会（春高バレー）では3位入賞。2年時の全国高等学校総合体育大会（インターハイ）では優勝し、自身はベスト6と優秀選手に選出された。
2023年12月、V.LEAGUE DIVISION1の久光スプリングス（現・SAGA久光スプリングス）への入団内定が発表された。内定選手として2024年3月のV Cupに出場しVリーグデビュー。
2024年7月に行われたU20アジア選手権代表に選出され、銀メダルを獲得した。
2025年3月9日、2024-25シーズン第18節の群馬グリーンウイングス戦にスタメン出場しSVリーグデビューを果たした。同年7月、U21世界選手権代表に選出された。

## 人物
名前の由来はピンク・レディーの未唯mie。

## 球歴
- U21日本代表
  - U20アジア選手権 - 2024年（銀メダル）
  - U21世界選手権 - 2025年

## 受賞歴
- 2022年 - 全国高等学校総合体育大会 ベスト6・優秀選手

## 所属チーム
- 印西市立西の原小学校（印旛ヴィクトリー）
- 翔凜中学校（2018-2021年）
- 金蘭会高等学校（2021-2024年）
- SAGA久光スプリングス（2024年-）